# Beit Khallaf

Beit Khallaf é uma pequena aldeia localizada a dez quilômetros a oeste de Girga, no Egipto.
Em suas imediações se encontram uma necrópole do período arcaico do Egipto e cinco grandes mastabas de adobe, K1 e K2, da terceira dinastia (2650-2375 a.C.).